# Rostand
Rostand (Tadorna ferruginea) är en fågel som tillhör familjen änder. Den häckar numera från sydöstra Europa österut till Kina samt lokalt i Kanarieöarna, nordvästra Afrika och Etiopien. Fågeln påträffas regelbundet i Norden, men de flesta tros utgöras av fåglar förrymda från fångenskap. IUCN bedömer rostandens bestånd som livskraftigt.

## Utseende och läte

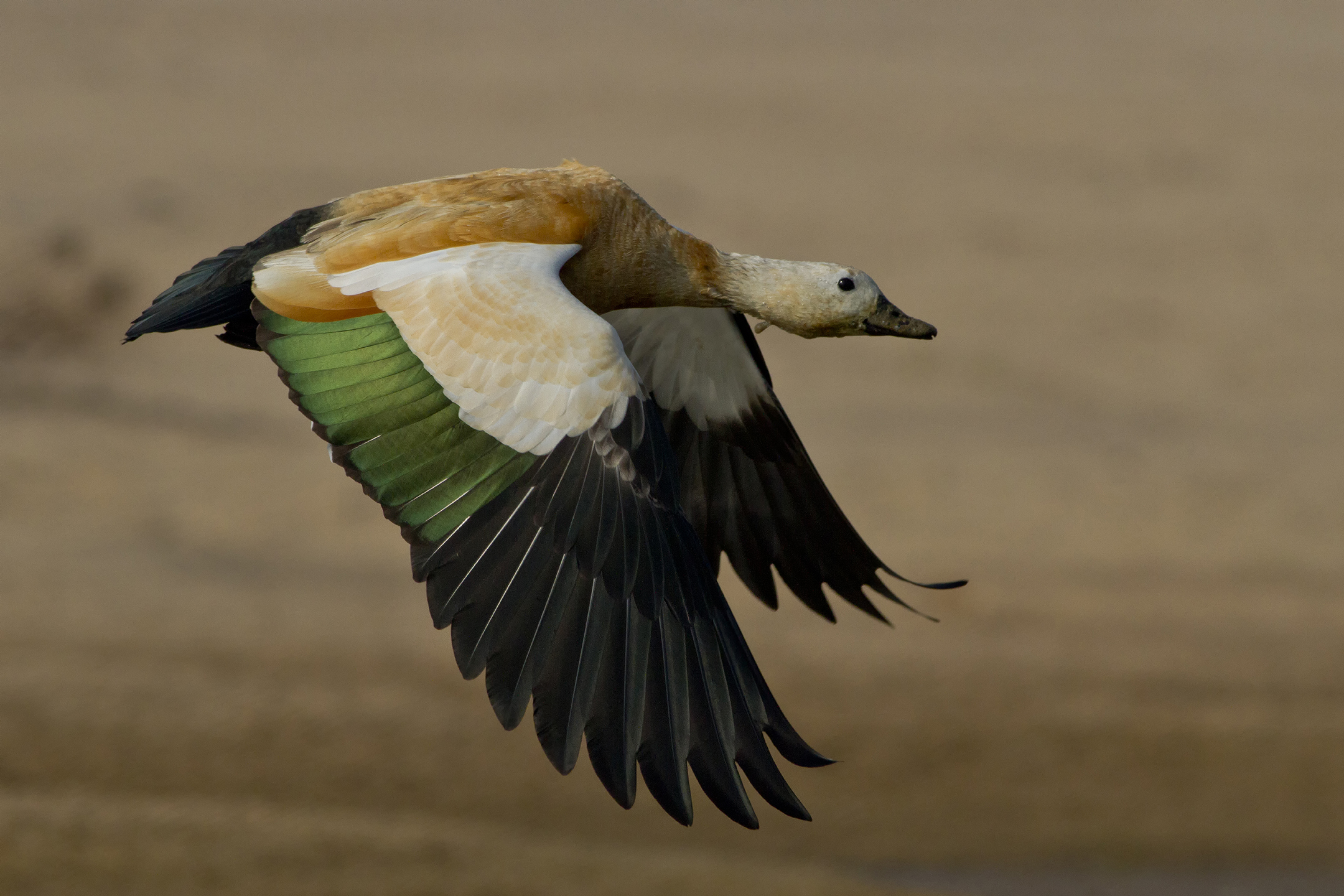
Rostand i flykten.

Rostanden är en ganska stor and som mäter 58–70 centimeter på längden, med ett vingspann på 110–135 centimeter. Den är lätt igenkännlig och har orange-brun fjäderdräkt med ljusare huvudet. Vingarna är vita med svarta övre handtäckare och handpennor, och gröna armpennor. Den simmar bra och påminner mer om en gås än många andra änder, när den flyger. Könen är lika, men hanen har en svart ring längst ned på halsen under häckningssäsongen, och honan har ofta en vit fläck i ansiktet. Lätet är ett ljudligt vilt tutande.

## Utbredning

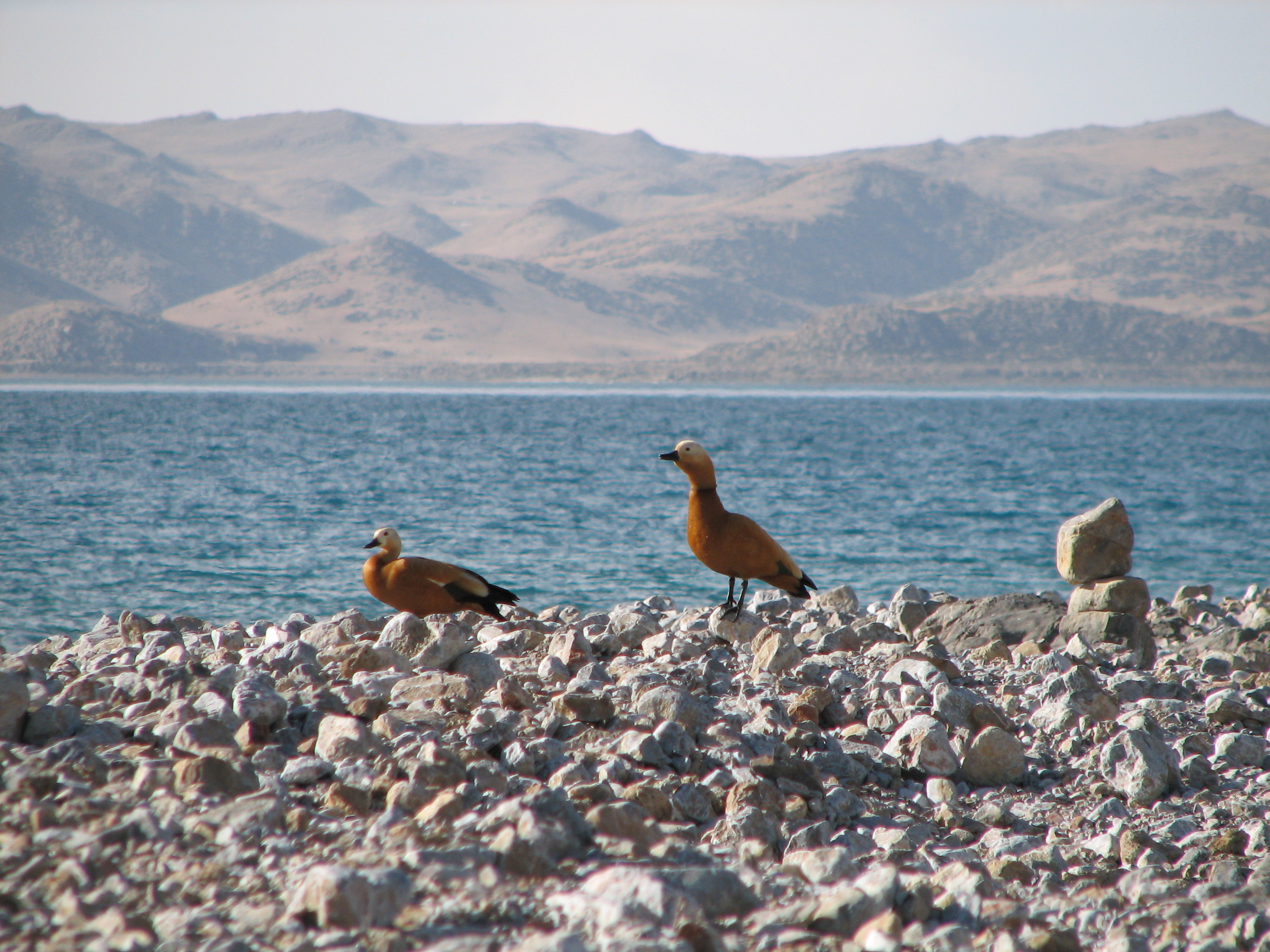
Roständer på häckningsplatsen vid sjön Namtso i Tibet.

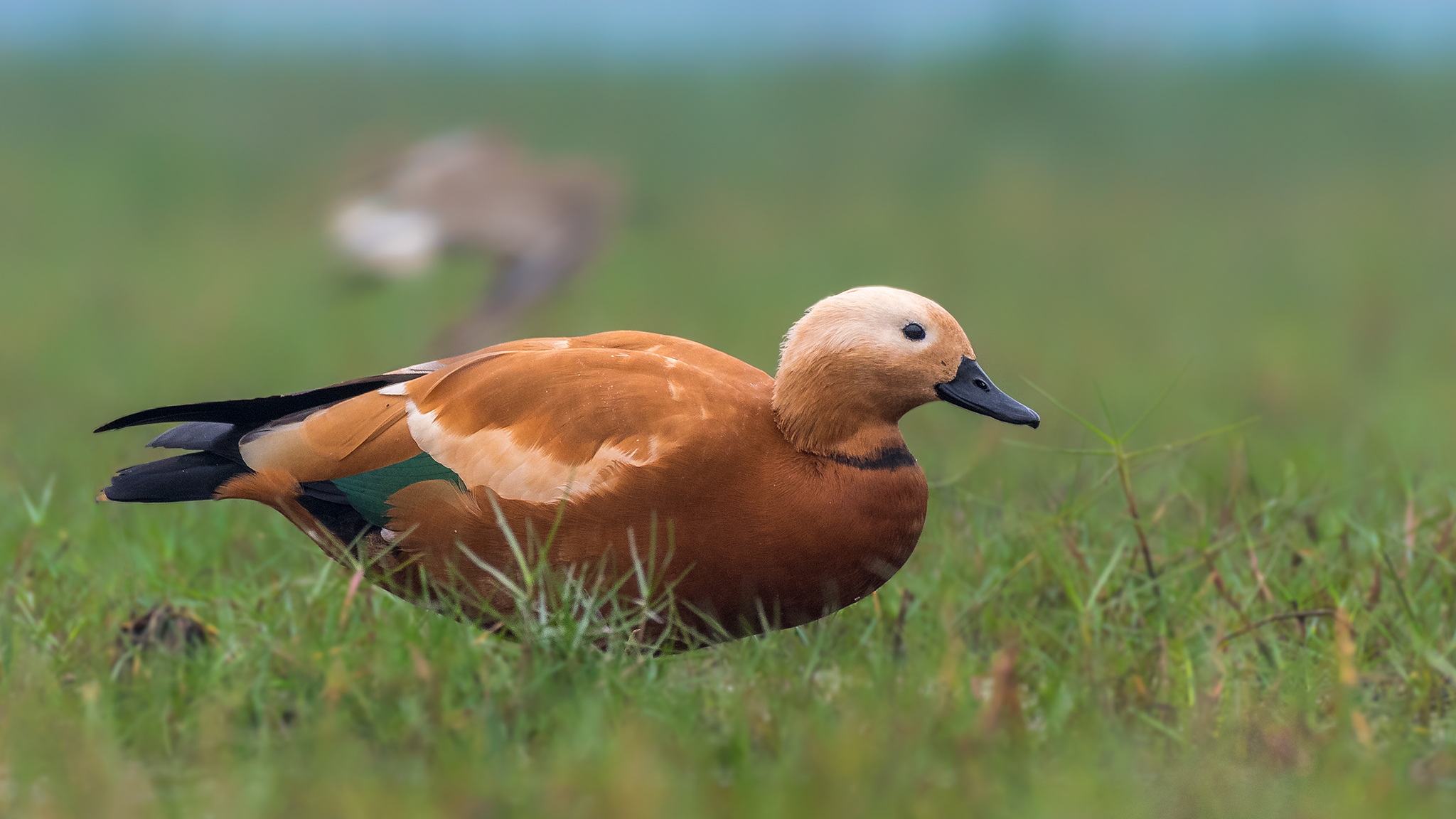
Rostand vid sjön Chilka, Mangalajodi, Odisha i Indien.

Rostandens huvudsakliga häckningsområde sträcker sig från södra Europa genom Centralasien till sydöstra Kina. Det finns också många mindre populationer av arten i nordvästra Afrika och i etiopiska högländerna. Merparten av fåglarna är flyttfåglar som övervintrar framför allt i södra Asien, men även i Afrika, så långt söderut som Etiopien. Den har koloniserat Fuerteventura på Kanarieöarna, där den första gången häckade 1994. År 2008 uppgick kolonin till ett femtiotal par.
Fastän den har blivit ovanlig i sydöstra Europa och södra Spanien är rostanden fortfarande vanlig i sitt asiatiska utbredningsområde. Det kan vara denna population som givit upphov till enstaka gästande fåglar så långt västerut som Island och Storbritannien. Eftersom den europeiska populationen minskar är det dock troligare att de flesta förekomsterna i västra Europa under de senaste årtiondena är fåglar som rymt från fångenskap. I Sveriges är den en sällsynt men regelbunden gäst.

## Systematik
Rostanden är monotypisk, det vill säga att den inte delas in i några underarter. Inom släktet Tadorna visar genetiska studier att rostanden står närmast australisk gravand (Tadorna tadornoides) i en grupp där möjligen även nyzeeländska paradisgravanden (Tadorna variegata) ingår. Dessa är sedan systergrupp till sydafrikanska arten gråhuvad rostand (Tadorna cana).

## Ekologi
Rostanden förekommer i öppna landskap och häckar i jordgångar, hål i träd eller skrevor långt bort från vatten. Den lägger sex till 16 gräddvita ägg, som ruvas i 30 dagar. Rostanden är vanligtvis revirhävdande under häckningen och lever vanligen i par eller små grupper och bildar sällan stora flockar. Under ruggning och övervintring kan dock stora flockar samlas på utvalda sjöar eller långsamma floder.

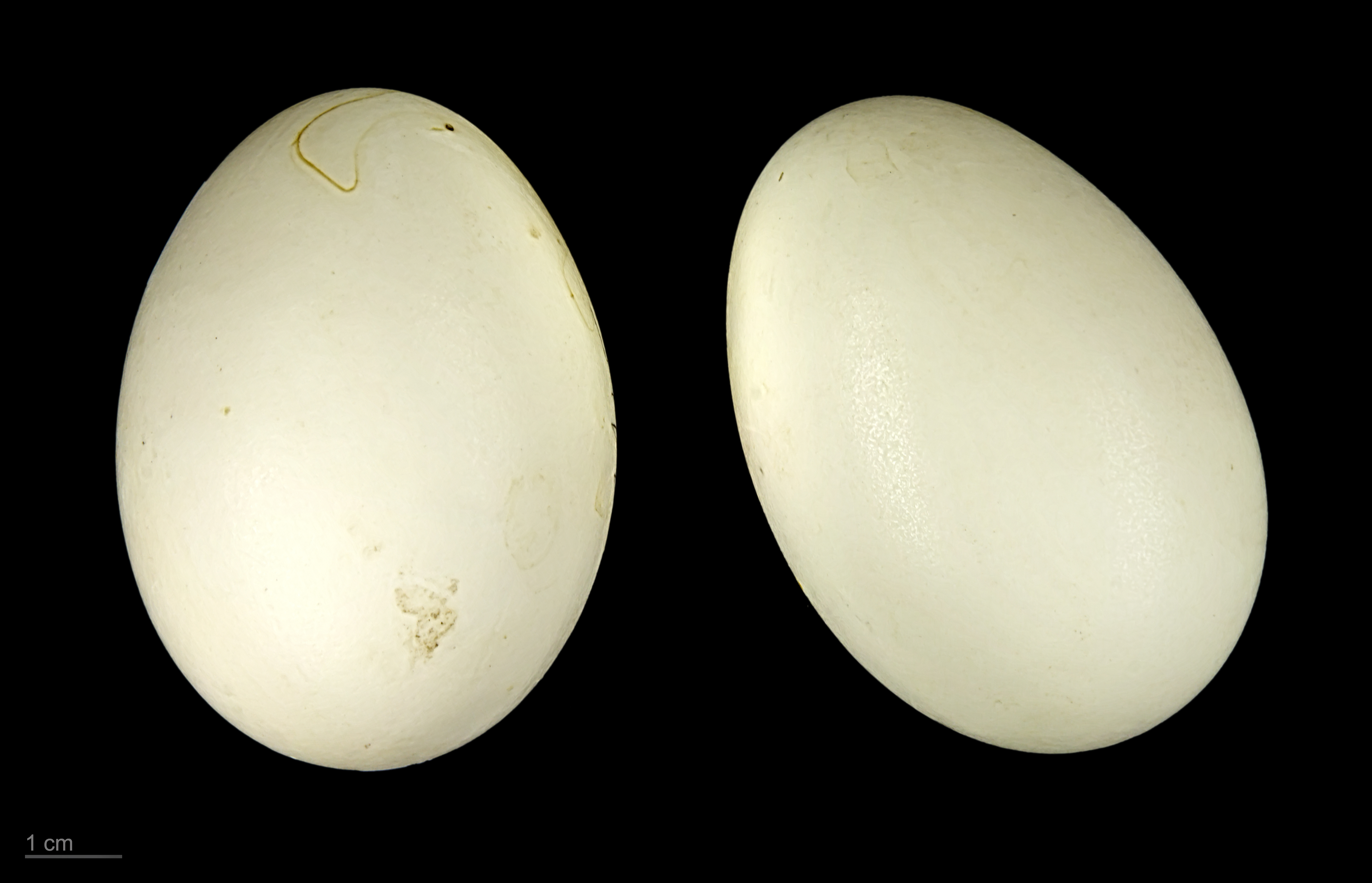
Ägg från rostand.

## Rostand och människan

### Status och hot
Arten har ett stort utbredningsområde och en stor population med okänd utveckling. Utifrån dessa kriterier kategoriserar IUCN arten som livskraftig (LC). Världspopulationen uppskattas till mellan 170 000 och 220 000 individer, varav det i Europa tros häcka 17 000–26 500 par.

### Namn och taxonomi
Rostanden beskrevs som art av Peter Simon Pallas 1764. Det vetenskapliga artnamnet ferruginea betyder just "rostfärgad". Fågeln har på svenska även kallats rödgul and, rödgul gravand och braminand.